# Deutsche Fußballnationalmannschaft/Europameisterschaften
Der Artikel beinhaltet eine ausführliche Darstellung der deutschen Fußballnationalmannschaft bei Europameisterschaften. Deutschland war vor der EM 2024 zusammen mit Spanien mit je drei Titeln Rekordeuropameister, liegt nach der EM, bei der die Spanier den Titel gewannen, auf Platz 2. Hinzu kommen drei zweite Plätze und drei weitere Halbfinalteilnahmen.

## Die Nationalmannschaft bei Europameisterschaften

### Übersicht
Die bundesdeutsche Fußballnationalmannschaft konnte sich seit 1972 für alle Europameisterschaftsendrunden qualifizieren. Bei den ersten Turnieren war man an einer Teilnahme nicht interessiert (1960 und 1964), da Bundestrainer Sepp Herberger sich durch die EM beim Aufbau für die WM gestört fühlte. Als Deutschland 1968 erstmals teilnahm, konnte man sich zum bisher einzigen Mal nicht für eine Endrunde qualifizieren.
| Jahr | Gastgeberland       | Teilnahme bis...   | Gegner                                          | Ergebnis 1 | Trainer/Teamchef  | Bemerkungen und Besonderheiten |
| ---- | ------------------- | ------------------ | ----------------------------------------------- | ---------- | ----------------- | --- |
| 1960 | Frankreich          | keine Teilnahme    |                                                 |            |                   | offizielle Bezeichnung: Europa-Nationenpokal |
| 1964 | Spanien             | keine Teilnahme    |                                                 |            |                   | offizielle Bezeichnung: Europa-Nationenpokal |
| 1968 | Italien             | nicht qualifiziert | Jugoslawien und Albanien (in der Qualifikation) |            |                   | einziges Turnier, zu dem sich Deutschland nicht qualifizieren konnte („Schmach von Tirana“ (0:0)) |
| 1972 | Belgien             | Finale             | Sowjetunion                                     | 1. Platz   | Helmut Schön      | |
| 1976 | Jugoslawien         | Finale             | Tschechoslowakei                                | 2. Platz   | Helmut Schön      | „Nacht von Belgrad“ |
| 1980 | Italien             | Finale             | Belgien                                         | 1. Platz   | Jupp Derwall      | |
| 1984 | Frankreich          | Vorrunde           | Portugal, Rumänien, Spanien                     | 5. Platz*  | Jupp Derwall      | Ende der Amtszeit von Derwall |
| 1988 | BR Deutschland      | Halbfinale         | Niederlande                                     | 3. Platz*  | Franz Beckenbauer | es gab kein Spiel um den dritten Platz |
| 1992 | Schweden            | Finale             | Dänemark                                        | 2. Platz   | Berti Vogts       | |
| 1996 | England             | Finale             | Tschechien                                      | 1. Platz   | Berti Vogts       | erstes Golden Goal der EM-Geschichte durch Oliver Bierhoff |
| 2000 | Belgien/Niederlande | Vorrunde           | Rumänien, England, Portugal                     | 15. Platz* | Erich Ribbeck     | Ende der Amtszeit von Ribbeck |
| 2004 | Portugal            | Vorrunde           | Niederlande, Lettland, Tschechien               | 12. Platz* | Rudi Völler       | Ende der Amtszeit von Völler |
| 2008 | Österreich/Schweiz  | Finale             | Spanien                                         | 2. Platz   | Joachim Löw       | |
| 2012 | Polen/Ukraine       | Halbfinale         | Italien                                         | 3. Platz*  | Joachim Löw       | |
| 2016 | Frankreich          | Halbfinale         | Frankreich                                      | 4. Platz*  | Joachim Löw       | Nach Siegen gegen Nordirland und die Ukraine sowie einem Remis gegen Polen wurde Deutschland ohne Gegentor Gruppensieger. Im Viertelfinale erstmals Italien bei einem Turnier ausgeschaltet. |
| 2021 | Europa              | Achtelfinale       | England                                         | 15. Platz* | Joachim Löw       | Deutschland stellte mit der Allianz Arena eine Spielstätte für drei Gruppenspiele und ein Viertelfinalspiel, musste sich aber selber gegen Estland, die Niederlande, Nordirland und Belarus qualifizieren. Dies gelang am vorletzten Spieltag. Deutschland konnte alle Gruppenspiele in München austragen und traf dort auf Weltmeister Frankreich, Titelverteidiger Portugal und Ungarn. |
| 2024 | Deutschland         | Viertelfinale      | Spanien                                         | 5. Platz*  | Julian Nagelsmann | Als Gastgeber automatisch qualifiziert. Gegner in der Gruppenphase waren Schottland (5:1), Ungarn (2:0) und die Schweiz (1:1) sowie Dänemark (2:0) im Achtelfinale. |

## Endrunden mit vier Teilnehmern

### EM 1968
Erstmals wollte sich Deutschland für die Fußball-Europameisterschaft 1968 qualifizieren. Nach einem 6:0 gegen Albanien, einem 0:1 in Jugoslawien und einem 3:1 im Rückspiel musste am 17. Dezember 1967 in Tirana ein Sieg gegen die eher drittklassigen albanischen Spieler her. Obwohl Bundestrainer Schön mit Peter Meyer den damals besten Stürmer der Bundesliga aufbot, reichte es bei dem als Schmach von Tirana bekannt gewordenen Spiel nur zu einem 0:0, wodurch zum ersten und bisher einzigen Mal eine Qualifikation für ein großes Turnier verpasst wurde. Auch aufgrund eines Wadenbeinbruchs im Januar 1968 blieb es Peter Meyers einziges Länderspiel.

### EM 1972

Startaufstellungen im Finale

Vier Jahre später wurde die bis heute beste deutsche Elf dann erstmals Europameister. Nachdem man sich in der Qualifikation gegen Polen, die Türkei und (wieder) Albanien durchgesetzt hatte, stand im Viertelfinale die Revanche von León gegen England an. Am 29. April 1972 kam es zu einem denkwürdigen Spiel im Londoner Wembley-Stadion. Durch Tore von Uli Hoeneß, Günter Netzer und Gerd Müller konnte man mit 3:1 erstmals in England gewinnen. Selbst die englische Boulevardpresse, die ansonsten eher deutschlandkritisch eingestellt ist, war von dem Spiel der deutschen Mannschaft begeistert. Im Rückspiel in Berlin reichte dann ein 0:0 zum Einzug in die Endrunde.
Zur Endrunde reisten sie dann als Favorit, da sie am 26. Mai 1972 zur Einweihung des Olympiastadions in München die Sowjetunion schon mit 4:1 besiegt hatten.
Bei der Endrunde in Belgien gelangen dann Siege gegen Belgien (2:1) und die Sowjetunion (3:0), wobei insbesondere im Finale Traumfußball zelebriert wurde. Unrühmlich hervorzuheben ist leider das Verhalten deutscher Hooligans – auch wenn diese Bezeichnung damals noch nicht üblich war – die randalierend durch Brüssel zogen. Gerd Müller wurde mit vier Toren Torschützenkönig des Turniers und mit insgesamt 11 Toren Torschützenkönig des gesamten Wettbewerbs.
Zwei Jahre später wurde die bundesdeutsche Mannschaft dann auch Weltmeister (siehe Deutsche Fußballnationalmannschaft/Weltmeisterschaften), womit sie die erste Mannschaft war, der es gelang, nach einem Europameisterschaftstitel auch die darauffolgende Weltmeisterschaft zu gewinnen. Inzwischen ist dies auch Spanien bei der EM 2008 und der WM 2010 gelungen (Frankreich schaffte es in umgekehrter Reihenfolge bei der WM 1998 und EM 2000, Spanien bei der WM 2010 und EM 2012).

### EM 1976
1976 wurde die Endrunde letztmals mit vier Mannschaften ausgetragen, und wieder hatte sich die deutsche Mannschaft qualifiziert. Nach dem WM-Sieg 1974 war unter anderen der WM-Rekordtorschütze Gerd Müller zurückgetreten, und trotzdem „müllerte“ es auch in Jugoslawien. In Belgrad kam es zunächst zum Halbfinale gegen Jugoslawien, in dem man nach 32 Minuten mit 0:2 zurücklag. Durch die Einwechslungen von Heinz Flohe (46. Minute), der in der 65. Minute den Anschlusstreffer erzielte, und Dieter Müller (79. Minute), der in der 80. Minute mit seinem ersten Ballkontakt in seinem ersten Länderspiel zum 2:2 traf, wurde die Verlängerung erreicht. In dieser gelangen Dieter Müller zwei weitere Tore zum 4:2-Sieg, durch den die deutsche Mannschaft wie vier Jahre zuvor im Finale stand. Aber es erging ihr wie der UdSSR, die 1964 ebenfalls nach dem Gewinn des Titels 1960 wieder im Finale stand: Der Titel konnte nicht verteidigt werden. Dies gelang erst 2012 Spanien als amtierendem Europameister.
Gegen die Tschechoslowakei lag man wie im Halbfinale schnell mit 0:2 zurück, allerdings gelang Dieter Müller mit seinem vierten EM-Tor schnell der Anschluss. Es dauerte aber bis zur 90. Minute, ehe Bernd Hölzenbein der 2:2-Ausgleich gelang, womit es erneut zur Verlängerung kam. Nachdem diese torlos verlaufen war, musste erstmals in der Geschichte großer Turniere ein Elfmeterschießen die Entscheidung bringen (acht Jahre zuvor hatte es noch ein Wiederholungsspiel gegeben). Nachdem die ersten vier tschechoslowakischen und die ersten drei deutschen Spieler ihre Elfmeter verwandelt hatten, trat Uli Hoeneß an, der schon zwei Jahre zuvor im Spiel gegen Polen einen Elfmeter verschossen hatte, geriet aber in Rückenlage und jagte den Ball in den Belgrader Nachthimmel. Anschließend machte Antonín Panenka mit einem schlitzohrig verwandelten Elfmeter alles klar, so dass der fünfte deutsche Schütze nicht mehr antreten musste. Wie vier Jahre zuvor Gerd Müller wurde auch Dieter Müller mit vier Toren Torschützenkönig.

## Endrunden mit Acht Teilnehmern

### EM 1980

Startaufstellungen im Finale

Nach der WM 1978 trat Jupp Derwall die Nachfolge Helmut Schöns an. Unter seiner Leitung hatte die deutsche Mannschaft bis zur EM 1980 kein Spiel verloren, auch wenn nicht alle Resultate, zum Beispiel ein 0:0 in Malta, schmeichelhaft waren. Sie ging daher als einer der Favoriten in das Turnier. Bei der erstmals mit acht Mannschaften und einer Gruppenphase ausgetragenen EM 1980 in Italien kam es im ersten Spiel zur Revanche von Belgrad. In einem wenig spektakulären Spiel konnte sich die deutsche Mannschaft gegen die ČSSR mit 1:0 revanchieren, im zweiten Spiel gegen die Niederländer führte die deutsche Mannschaft nach 66 Minuten durch drei Tore von Klaus Allofs mit 3:0, ehe es Rep (80./Elfmeter) und Willi van de Kerkhof (86.) wieder einmal spannend machten. Die deutsche Mannschaft konnte das 3:2 aber über die Zeit bringen. Im abschließenden Gruppenspiel reichte ein 0:0 gegen Griechenland zum Gruppensieg, der direkt ins Finale führte. Gegen Belgien, das sich überraschend gegen England, Spanien und den Gastgeber Italien durchgesetzt hatte, gelang Horst Hrubesch bereits nach zehn Minuten das 1:0. Aber nachdem Vandereycken in der 72. Minute der Ausgleich gelungen war, wurde es wieder einmal spannend. Erst in der 89. Minute war es erneut Hrubesch, der mit einem Kopfball den Siegtreffer erzielte und so Deutschland den zweiten EM-Titel bescherte. Und wieder kam der Torschützenkönig aus Deutschland – diesmal reichten Klaus Allofs die drei Tore aus dem Spiel gegen die Niederlande.

### EM 1984
Die Europameisterschaft in Frankreich bescherte der Deutschen Mannschaft erstmals das Aus in der Gruppenphase bei einem großen Turnier. Nach einem torlosen Remis gegen Portugal und einem 2:1-Sieg gegen Rumänien hätte der deutschen Mannschaft ein erneutes Remis gegen Spanien zum Einzug ins Halbfinale gereicht, und bis zur 90. Minute sah es auch danach aus, dann machte aber Maceda diesen Traum zunichte und sorgte so für den vorzeitigen Abschied von Bundestrainer Jupp Derwall.

### EM 1988
Die Europameisterschaft im eigenen Land sollte dem seit 1984 amtierenden Teamchef Beckenbauer nach der Vize-Weltmeisterschaft zwei Jahre zuvor den ersten Titel bescheren, aber nach einem glücklichen 1:1 gegen Italien in der Vorrunde und zwei 2:0-Siegen gegen Dänemark und Spanien, war im Halbfinale gegen die Niederländer Endstation. Deutschland war zwar durch einen von Matthäus in der 55. Minute verwandelten Elfmeter in Führung gegangen, den Niederländern gelang aber ebenfalls durch einen Elfmeter in der 74. Minute der Ausgleich. Als sich beide Teams schon auf eine Verlängerung eingestellt hatten, nutzte Marco van Basten die einzige Unaufmerksamkeit von Jürgen Kohler zum 2:1-Siegtreffer. Im Finale in München zelebrierten die Niederländer dann Traumfußball und wurden verdient Europameister.

### EM 1992
Bei der Fußball-Europameisterschaft 1992 trat erstmals eine gesamtdeutsche Mannschaft an. Die deutsche Mannschaft musste ohne Lothar Matthäus antreten, der am Knie verletzt war und auch Ersatzkapitän Rudi Völler kam nach einem Armbruch im ersten Spiel nur zu einem Einsatz. Nach eher dürftigen Leistungen in der Vorrunde, unter anderem einem 1:1 gegen die GUS durch ein Tor von Thomas Häßler in der letzten Minute und einem 1:3 gegen die Niederlande, erreichte die deutsche Mannschaft nach ihrem besten Spiel gegen Gastgeber Schweden als erste Mannschaft zum vierten Mal das Finale. Sie gingen somit als Favorit in dieses Endspiel, denn die Dänen, die nur durch den Ausschluss Jugoslawiens nachgerückt waren, schienen schon im Halbfinale, das sie durch Elfmeterschießen gegen die Niederlande gewannen, am Ende ihrer Kräfte zu sein. Die deutsche Mannschaft fand aber in keiner Phase zu ihrem Spiel und verlor verdient mit 0:2. Immerhin konnte sich Karl-Heinz Riedle mit drei anderen Spielern die Torjägerkrone teilen, alle vier hatten je drei Tore geschossen.

## Endrunden mit 16 Teilnehmern

### EM 1996

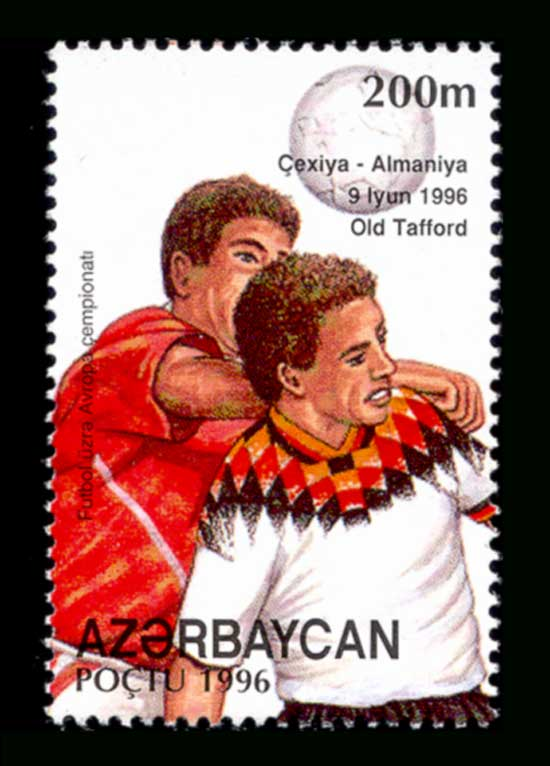
Aserbaidschanische Briefmarke zum Gruppenspiel gegen Tschechien

Startaufstellungen im Finale

Vier Jahre später gewann die Mannschaft unter Nationaltrainer Berti Vogts dank des ersten Golden Goals der EM-Geschichte durch Oliver Bierhoff zum dritten und bislang letzten Mal eine Europameisterschaft und erreichte als erste Mannschaft zum fünften Mal das Finale. Das Turnier in England wurde erstmals mit 16 Mannschaften ausgetragen. Die Vorrunde beendete Deutschland mit einem 2:0 gegen Tschechien, bei dem Kapitän Jürgen Kohler bereits nach 14 Minuten verletzt ausgewechselt werden musste, einem glücklichen 0:0 gegen Italien, bei dem Andreas Köpke einen Elfmeter hielt, und einem überzeugenden 3:0 gegen Russland ohne Gegentor. In einem spannenden Viertelfinale konnte Kroatien mit 2:1 besiegt werden, ehe es im Halbfinale zum erneuten Elfmeter-Krimi gegen England kam. Wie sechs Jahre zuvor bei der WM 1990 in Italien hatten auch diesmal die deutschen Spieler die besseren Nerven, so dass es im Finale zum erneuten Aufeinandertreffen mit den Tschechen kam. Diese gingen in der 59. Minute durch einen Elfmeter in Führung, und es dauerte bis zur 73. Minute, ehe Bierhoff der Ausgleich gelang. Sein zweites Tor in der Verlängerung beendete dann das Spiel vorzeitig, bescherte Deutschland den dritten Titel und den letzten Sieg in einem EM-Endrundenspiel für die nächsten zwölf Jahre. Als Europameister wurde Deutschland auch zum FIFA-Konföderationen-Pokal 1997 eingeladen, verzichtete aber auf die Teilnahme. Stattdessen nahm Vizeeuropameister Tschechien teil und belegte Platz 3.

### EM 2000
Nachdem eine Revolte der Spieler gegen Trainer Erich Ribbeck abgewehrt werden konnte, startete man schlecht ins Turnier. Gegen den Außenseiter der Gruppe, Rumänien, erreichte man mit Müh und Not ein 1:1-Unentschieden. Im Klassiker gegen England steigerte man sich zwar kämpferisch, verlor aber aufgrund eines Treffers von Alan Shearer mit 0:1. Damit sollte das Vorrundenaus besiegelt sein, schließlich rechneten wenige Beobachter mit einem Sieg gegen Portugal bei einem gleichzeitigen Unentschieden der Rumänen gegen England. Da Rumänien aber sogar gewann, war es umso bitterer, dass die DFB-Elf gegen die B-Mannschaft der bereits qualifizierten Portugiesen eine 0:3-Niederlage einstecken musste. Diese herbe Niederlage besiegelte schließlich das Ende der Ära Ribbeck, den einige als den Totengräber des deutschen Fußballs bezeichneten. Dass das Niveau nach Aussage Ribbecks bei Europameisterschaften aufgrund der kleineren Anzahl von Fußball-Zwergen mittlerweile höher sei als bei Weltmeisterschaften, zeigte sich auch im folgenden EM-Turnier 2004.

### EM 2004

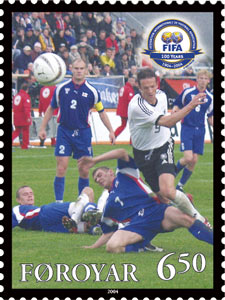
Gedenkmarke von den Färöern zum 100-jährigen Jubiläum der FIFA: Spielszene mit Fredi Bobic des Qualifikationsspiels Färöer-Deutschland am 11. Juni 2003 (0:2)

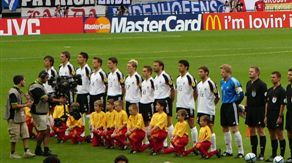
Die Mannschaft vor dem letzten Gruppenspiel gegen Tschechien

Pikanterweise traf man in der Qualifikation für die EM 2004 auf die vom ehemaligen Bundestrainer Berti Vogts betreuten Schotten. Zwar konnte sich Deutschland letztlich sicher qualifizieren, die Spiele wurden aber nicht souverän bestritten. So gelang auf Island nur ein 0:0, das zu einer anschließenden verbalen Auseinandersetzung zwischen Teamchef Rudi Völler und Moderator Waldemar Hartmann führte.
Bei der Europameisterschaft in Portugal musste die Mannschaft wieder die frühe Heimreise antreten. Hatten die deutschen Anhänger nach dem Unentschieden gegen die Niederlande noch Hoffnung, besiegelten schwache Leistungen beim 0:0 gegen Lettland und der Niederlage gegen die B-Elf von Tschechien das vorzeitige Ausscheiden. Rudi Völler trat anschließend von seinem Amt zurück. Dieser überraschende Rückzug zwei Jahre vor der WM im eigenen Land stellte den DFB vor die schwierige Aufgabe, einen Nachfolger zu finden. Die zu diesem Zweck gebildete Trainerfindungskommission handelte sich aber viele Absagen ein (unter anderen von Ottmar Hitzfeld, Morten Olsen und Arsène Wenger). Nach wochenlanger Suche übernahm den Posten schließlich Jürgen Klinsmann, der der DFB-Führung von Berti Vogts empfohlen worden war.

### EM 2008
In der Qualifikationsgruppe D für die EM 2008 traf die Nationalmannschaft unter der Leitung von Joachim Löw auf Tschechien, die Slowakei, Irland, Wales, Zypern und San Marino. Die beiden erstplatzierten Mannschaften waren für die Endrunde in der Schweiz und Österreich qualifiziert. Deutschland konnte sich durch ein torloses Remis in Irland bereits drei Spieltage vor Qualifikationsende qualifizieren.
Im ersten Spiel der Gruppenphase gelang gegen Polen der erste Sieg bei einer EM nach 12 Jahren. Das anschließende Spiel gegen Kroatien wurde mit 1:2 verloren, auf Grund der Tabellenkonstellation genügte aber ein Remis im abschließenden Spiel gegen Österreich um das Viertelfinale zu erreichen. Trotzdem war die Mannschaft gegen Österreich sehr nervös, konnte aber durch ein Freistoßtor von Michael Ballack mit 1:0 gewinnen. Im Viertelfinalspiel gegen Portugal zeigte die Mannschaft ihre beste Leistung bei der EM und gewann mit 3:2. Mit ebendiesem Ergebnis wurde auch die Türkei im Halbfinale bezwungen, das 3. Tor gelang Philipp Lahm in der 90. Minute. Im Finale hatte die Deutsche Mannschaft dann gegen Spanien kaum Torchancen, wogegen Jens Lehmann mehrere gute Chancen der Spanier vereiteln musste. Das 1:0 durch Fernando Torres konnte er aber auch nicht verhindern und mit diesem Ergebnis gewann Spanien erstmals nach 44 Jahren wieder den Titel und Deutschland wurde zum dritten Mal Vizeeuropameister.

### EM 2012

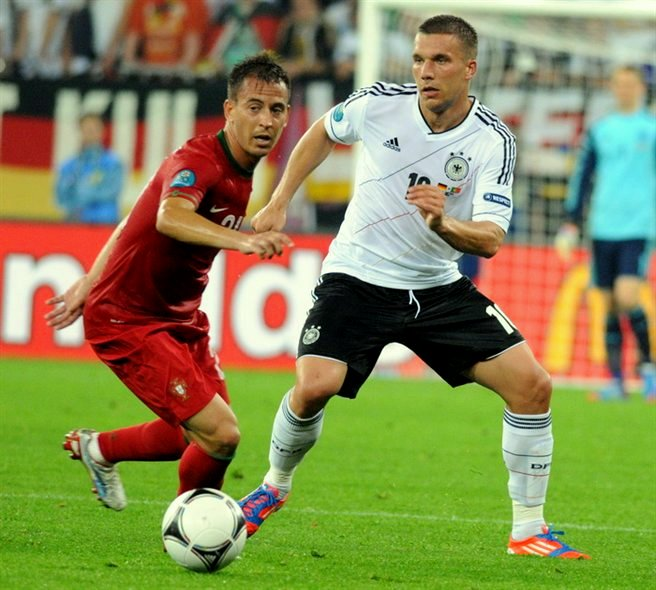
Szene aus dem Spiel gegen Portugal mit Lukas Podolski (re.) und João Pereira (li.)

In der Qualifikationsgruppe A für die EM 2012 traf die Nationalmannschaft auf die Türkei, Österreich, Belgien, Kasachstan  und Aserbaidschan. Gegen die Kasachen, die erst 2002 der UEFA beitraten und im ersten Spiel noch vom deutschen Trainer Bernd Storck betreut wurden, war es das erste Länderspiel einer deutschen Nationalmannschaft. Gegen die von Berti Vogts betreuten Aserbaidschaner spielte Deutschland schon in der Qualifikation für die WM 2010. Bereits nach acht von zehn Spielen, die alle gewonnen wurden, war Deutschland als erste Mannschaft nach den Gastgebern für die Endrunde qualifiziert. Auch die letzten beiden Spiele wurden gewonnen, wodurch Deutschland als einziger Mannschaft zehn Siege in zehn Spielen gelangen, was zuvor nur Tschechien in der Qualifikation für die EM 2000 gelungen war. Mit 9 Toren belegte Miroslav Klose den zweiten Platz in der Torschützenliste der Qualifikation.
Die deutsche Mannschaft beendete die Gruppenphase der Endrunde nach Siegen gegen Portugal, die Niederlande und Dänemark auf dem ersten Platz und traf im Viertelfinale auf Griechenland, gegen das wie beim letzten Aufeinandertreffen 2001 mit 4:2 gewonnen wurde. Damit stellte die deutsche Mannschaft einen neuen Weltrekord mit 15 Pflichtspielsiegen in Folge auf. Im Halbfinale scheiterte die Mannschaft dann aber wieder einmal an Italien.

## Endrunden mit 24 Teilnehmern

### EM 2016
An der EM nehmen erstmals 24 Mannschaften teil. Für die Auslosung der Qualifikationsgruppen, die am 23. Februar 2014 erfolgte, war Deutschland in Topf 1 gesetzt. Deutschland wurde in Gruppe D gelost. Aus den Töpfen 2, 3 und 6 wurden jeweils die Mannschaften mit dem schlechtesten UEFA-Koeffizienten dieser Töpfe zugelost: Irland, Polen und das erstmals teilnehmende Gibraltar, gegen das Deutschland noch nie gespielt hat. Aus Topf 4 wurde mit Schottland die Mannschaft mit dem drittbesten UEFA-Koeffizienten dieses Topfes und aus Topf 5 mit Georgien, die Mannschaft mit dem zweitschlechtesten UEFA-Koeffizienten des Topfes zugelost.
Irland war zuletzt Gegner in der WM-Qualifikation 2014 am 11. Oktober 2013. Auf Polen traf Deutschland im Rahmen der WM-Vorbereitung am 13. Mai 2014 in Hamburg (0:0). Gegen Schottland spielte Deutschland zuletzt am 10. September 2003 im Rahmen der EM-Qualifikation 2004. Georgien war zuletzt am 7. Oktober 2006 Gegner in einem Freundschaftsspiel. Gegen alle Gruppengegner, gegen die bereits gespielt wurde, hat Deutschland eine positive Bilanz und noch nie ein Pflichtspiel verloren. Die beiden Gruppenersten qualifizieren sich direkt für die EM-Endrunde. Sollte die drittplatzierte Mannschaft bester Gruppendritter sein, ist sie ebenfalls direkt qualifiziert. Die übrigen Gruppendritten spielen in Playoffs vier weitere Teilnehmer aus.
Deutschland startete am 7. September 2014 mit einem 2:1 gegen Schottland in die Qualifikation. Danach wurde trotz einer Vielzahl von Torchancen erstmals ein Spiel gegen Polen verloren und gegen Irland in letzter Minute noch der Ausgleich kassiert. Darauf folgten aber fünf Siege, u. a. im Rückspiel gegen Polen, wodurch Platz 1 übernommen wurde. Damit benötigte die deutsche Mannschaft aus den beiden letzten Spielen nur noch einen Punkt gegen Irland oder einen Sieg gegen Georgien, um sich aus eigener Kraft direkt zu qualifizieren. Da gegen Irland erstmals ein Pflichtspiel verloren wurde, musste der fehlende Punkt gegen Georgien erreicht werden. Mit 2:1 wurden die Georgier dann besiegt, wodurch Deutschland dann doch Gruppensieger wurde. Deutschland konnte aber in den direkten Vergleichen mit den beiden folgenden Mannschaften die wenigsten Punkte (4) holen, wogegen Polen auf sieben und Irland auf fünf Punkte kam.
Für die Gruppenauslosung am 12. Dezember 2015 war Deutschland mit dem besten UEFA-Koeffizienten Topf 1 zugeordnet und konnte daher in der Gruppenphase weder auf Gastgeber Frankreich noch Titelverteidiger Spanien treffen. Zugelost wurden der Mannschaft Qualifikationsgegner Polen, Nordirland und die Ukraine, gegen die das Auftaktspiel gewonnen wurde. Mit Siegen gegen die Ukraine und Nordirland sowie einem torlosen Remis gegen Polen wurde als Gruppensieger das Achtelfinale erreicht, in dem die Slowakei mit 3:0 ausgeschaltet wurde. Im Viertelfinale traf Deutschland auf Italien und konnte die Italiener erstmals bei einem Turnier ausschalten – allerdings erst in einem dramatischen Elfmeterschießen, bei dem erstmals drei deutsche Spieler ihren Elfmeter nicht verwandeln konnten. Im Halbfinale traf Deutschland erstmals bei einer EM auf Frankreich und damit zum fünften Mal in einem EM-Halbfinale auf den Gastgeber. Nachdem es zuvor immer gelungen war den Gastgeber auszuschalten, musste die deutsche Mannschaft diesmal trotz mehr Ballbesitz und Torchancen den Franzosen den Vortritt lassen, die mit 2:0 gewannen.

### EM 2021
Die EM 2021, die für 2020 geplant war und aufgrund der COVID-19-Pandemie um ein Jahr verschoben wurde, wurde nicht in einem Land, sondern verschiedenen Spielorten in Europa, mit dem Finale im Londoner Wembley-Stadion ausgetragen. Deutschland stellte mit der Allianz Arena eine Spielstätte für drei Gruppenspiele und ein Viertelfinalspiel, musste sich aber selber qualifizieren. Gegner in der Qualifikation waren Estland, die Niederlande, Nordirland und Belarus. Gegen die Niederlande spielte die Mannschaft zuletzt in der UEFA Nations League 2018/19, verlor dabei in Amsterdam und kam im Rückspiel in Gelsenkirchen nur zu einem 2:2-Remis nach 2:0-Führung. Gegen Estland gab es zuvor erst drei Spiele, die alle vor dem Zweiten Weltkrieg stattfanden u. a. in der Qualifikation für die WM 1938. Nordirland war zuletzt Gegner in der Qualifikation für die WM 2018 gewesen. Gegen Belarus gab es zuvor erst ein Freundschaftsspiel, das 2008 2:2 endete. Kurz vor dem ersten Qualifikationsspiel teilte Bundestrainer Löw mit, dass er die Qualifikation ohne die drei 2014er-Weltmeister Jérôme Boateng, Mats Hummels und Thomas Müller angehen werde. Die Mannschaft startete mit einem 3:2-Sieg in Amsterdam gegen die Niederlande in die Qualifikation. Nach einem 2:0-Sieg in Belarus und einem 8:0-Heimsieg gegen Estland, wurde das Rückspiel gegen die Niederlande in Hamburg mit 2:4 verloren, wodurch die Niederländer den direkten Vergleich für sich entschieden. Danach folgten weitere Siege in Nordirland und Estland, sodass sich die Mannschaft am vorletzten Spieltag durch einen 4:0-Heimsieg gegen Belarus bei einem parallel dazu stattgefundenen torlosen Remis zwischen Nordirland und der Niederlande vorzeitig für die Endrunde qualifizieren konnte. Im abschließenden Gruppenspiel gegen Nordirland konnte die Mannschaft mit einem 6:1-Sieg auch noch Gruppensieger werden.
Bei der Auslosung am 30. November 2019 wurden der deutschen Mannschaft Weltmeister Frankreich, Titelverteidiger Portugal und eine Mannschaft aus den Playoffs zugelost. Am 12. November 2020 konnte sich die ungarische Mannschaft für die deutsche Gruppe qualifizieren, so dass es 67 Jahre nach dem WM-Finale von 1954 wieder zu einem Pflichtspiel gegen Ungarn kam. Die deutsche Mannschaft verlor das erste Gruppenspiel gegen Frankreich durch ein Eigentor von Mats Hummels, das zugleich das erste Eigentor der deutschen Mannschaft bei EM-Endrunden war, mit 0:1. Im zweiten Spiel gewann sie nach 0:1-Rückstand mit 4:2 gegen Portugal, wobei Cristiano Ronaldo erstmals ein Tor gegen Deutschland erzielen konnte. Gegen die Ungarn reichte es trotz „dem Fritz sei Wetter“ nach zweimaligem Rückstand nur zu einem 2:2, was aber reichte, um Gruppenzweiter zu werden. Im Achtelfinale traf die deutsche Mannschaft in London auf England und verlor 55 Jahre nach der letzten K.-o.-Niederlage wieder ein K.-o.-Spiel gegen England.

### EM 2024
Um die Austragung der EM 2024 bewarben sich der DFB und der türkische Fußballverband. Bei der Abstimmung des UEFA-Exekutivkomitees am 27. September 2018 wurde Deutschland mit 12:4 Stimmen als Austragungsland bestimmt, womit die Nationalmannschaft automatisch qualifiziert war. Die Mannschaft wurde als Gruppenkopf gesetzt. Zugelost wurden wie 2021 Ungarn sowie Schottland und die Schweiz, auf die die deutsche Mannschaft erstmals bei einer EM-Endrunde traf. Die deutsche Mannschaft ging mit dem ältesten Kader ins Turnier, im ersten Spiel waren es aber die jüngsten Spieler, die die Mannschaft mit zwei schnellen Toren auf die Siegerstraße brachten. Florian Wirtz und Jamal Musiala erzielten beim 5:1-Sieg gegen Schottland die ersten Tore. Nach einem 2:0 gegen Ungarn, dem ersten Pflichtspielsieg gegen diese nach dem Wunder von Bern, wodurch der Achtelfinaleinzug feststand, reichte ein Last-Minute-1:1 gegen die Schweiz um Gruppensieger zu werden. Nach einem 2:0-Sieg im Achtelfinale gegen Dänemark, wurde das Viertelfinale mit 1:2 nach Verlängerung gegen Spanien verloren, wobei den Deutschen der Ausgleich in der 89. und den Spaniern der Siegtreffer in der 119. Minute gelang.

## Spieler mit den meisten Einsätzen bei Europameisterschaften
| Spiele | Spieler                | Jahr (Spiele)                          |
| ------ | ---------------------- | -------------------------------------- |
| 20     | Manuel Neuer           | 2012 (5), 2016 (6), 2021 (4), 2024 (5) |
| 19     | Toni Kroos             | 2012 (4), 2016 (6), 2021 (4), 2024 (5) |
| 18     | Bastian Schweinsteiger | 2004 (3), 2008 (5), 2012 (5), 2016 (5) |
| 17     | Thomas Müller          | 2012 (5), 2016 (6), 2021 (4), 2024 (2) |
| 14     | Philipp Lahm           | 2004 (3), 2008 (6), 2012 (5)           |
| 13     | Mario Gómez            | 2008 (4), 2012 (5), 2016 (4)           |
|        | Jürgen Klinsmann       | 1988 (4), 1992 (5), 1996 (4)           |
|        | Thomas Häßler          | 1992 (5), 1996 (6), 2000 (2)           |
|        | Miroslav Klose         | 2004 (2), 2008 (6), 2012 (5)           |
|        | Mats Hummels           | 2012 (5), 2016 (4), 2021 (4)           |
|        | Joshua Kimmich         | 2016 (4), 2021 (4), 2024 (5)           |
| 12     | Andreas Brehme         | 1984 (3), 1988 (4), 1992 (5)           |
|        | Lukas Podolski         | 2004 (1), 2008 (6), 2012 (4), 2016 (1) |
| 11     | Lothar Matthäus        | 1980 (1), 1984 (3), 1988 (4), 2000 (3) |
|        | Michael Ballack        | 2000 (2), 2004 (3), 2008 (6)           |
|        | Mesut Özil             | 2012 (5), 2016 (6)                     |
| 10     | Jérôme Boateng         | 2012 (4), 2016 (6)                     |
|        | Sami Khedira           | 2012 (5), 2016 (5)                     |
|        | Jürgen Kohler          | 1988 (4), 1992 (5), 1996 (1)           |
|        | Matthias Sammer        | 1992 (4), 1996 (6)                     |
|        | Leroy Sané             | 2016 (1), 2021 (4), 2024 (5)           |
| 9      | Thomas Helmer          | 1992 (3), 1996 (6)                     |
|        | Kai Havertz            | 2021 (4), 2024 (5)                     |
|        | Antonio Rüdiger        | 2021 (4), 2024 (5)                     |
| 8      | Guido Buchwald         | 1984 (2), 1988 (2), 1992 (4)           |
|        | Rudi Völler            | 1984 (3), 1988 (4), 1992 (1)           |
|        | Andreas Möller         | 1992 (3), 1996 (5)                     |
|        | Stefan Reuter          | 1992 (4), 1996 (4)                     |
|        | Christian Ziege        | 1996 (6), 2000 (2), 2004 (0)           |
|        | Torsten Frings         | 2004 (3), 2008 (5)                     |
|        | Emre Can               | 2016 (1), 2021 (3), 2024 (4)           |
|        | İlkay Gündoğan         | 2021 (3), 2024 (5)                     |

Stand: 5. Juli 2024

## Spieler mit den meisten Toren bei Europameisterschaften

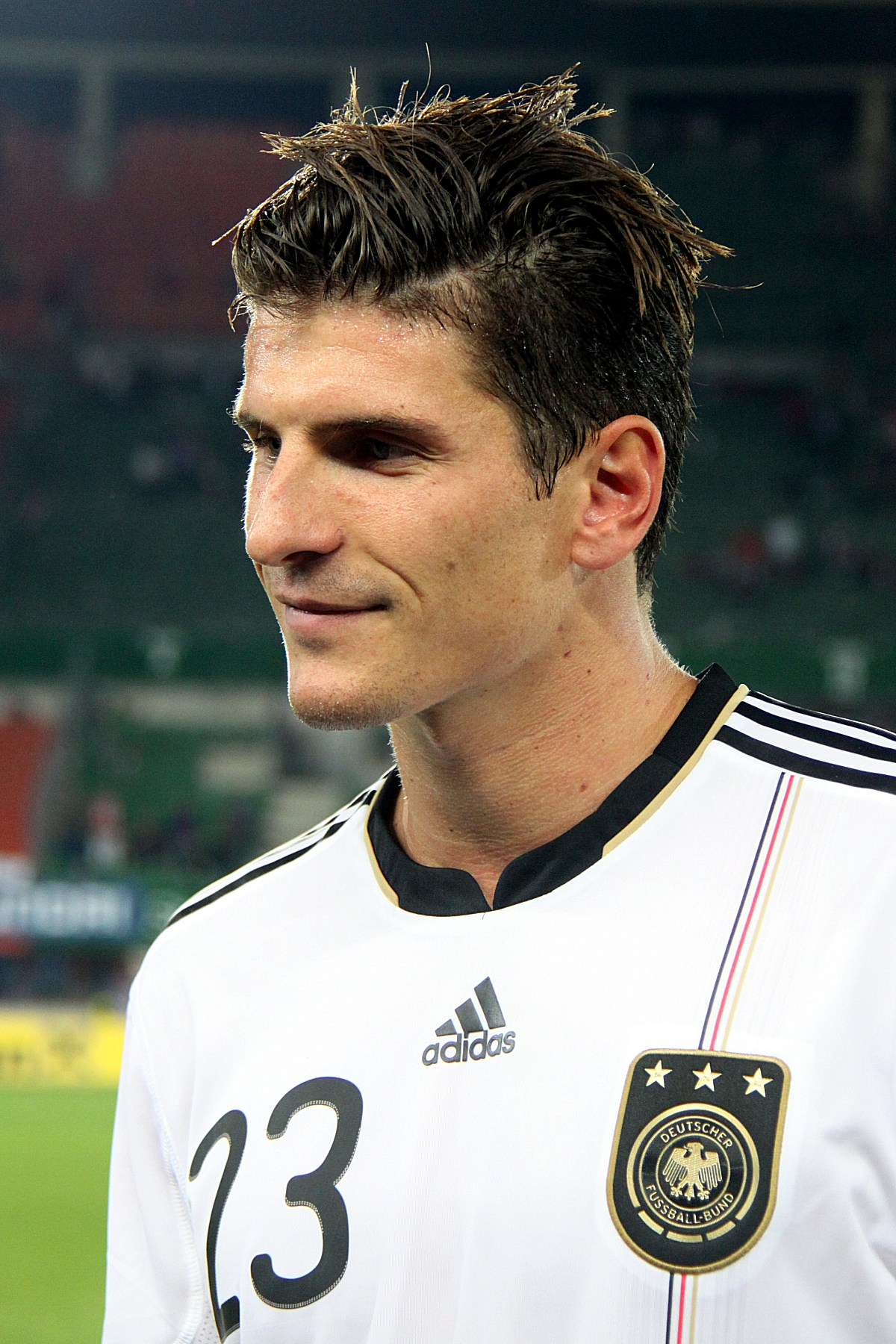
Mario Gomez – zusammen mit Jürgen Klinsmann bester EM-Torschütze für Deutschland

| Tore | Spieler                | Jahr (Tore)                  |
| ---- | ---------------------- | ---------------------------- |
| 5    | Mario Gómez            | 2012 (3), 2016 (2)           |
|      | Jürgen Klinsmann       | 1988 (1), 1992 (1), 1996 (3) |
| 4    | Gerd Müller            | 1972 (4)                     |
|      | Dieter Müller          | 1976 (4)                     |
|      | Rudi Völler            | 1984 (2), 1988 (2)           |
|      | Lukas Podolski         | 2008 (3), 2012 (1), 2016 (0) |
|      | Kai Havertz            | 2021 (2), 2024 (2)           |
| 3    | Klaus Allofs           | 1980 (3)                     |
|      | Karl-Heinz Riedle      | 1992 (3)                     |
|      | Michael Ballack        | 2004 (1), 2008 (2)           |
|      | Miroslav Klose         | 2008 (2), 2012 (1)           |
|      | Bastian Schweinsteiger | 2008 (2), 2016 (1)           |
|      | Jamal Musiala          | 2024 (3)                     |

Stand: 5. Juli 2024

## Bei Europameisterschaften gesperrte Spieler
- 1996 erhielt Markus Babbel in den ersten beiden Vorrundenspielen zwei Gelbe Karten und war dann für das dritte Vorrundenspiel gesperrt.
- 1996 erhielt Thomas Strunz nach wiederholtem Foulspiel im Spiel gegen Italien die Gelb-Rote Karte und war für das Viertelfinalspiel gegen Kroatien gesperrt.
- 2008 erhielt Bastian Schweinsteiger im Vorrundenspiel Kroatien – Deutschland in der Nachspielzeit nach einer Unsportlichkeit gegen Jerko Leko die rote Karte. Damit war er für das letzte Vorrundenspiel Deutschland – Österreich gesperrt.
- 2012 erhielt Jérôme Boateng in den ersten beiden Gruppenspielen jeweils eine Gelbe Karte und war damit für das dritte Gruppenspiel gegen Dänemark gesperrt.
- 2016 erhielt Mats Hummels im Viertelfinale die zweite Gelbe Karte und war für das Halbfinale gesperrt.
- 2024 erhielt Jonathan Tah im dritten Gruppenspiel die zweite Gelbe Karte und ist für das Achtelfinale gesperrt. Im Viertelfinale erhielten Robert Andrich, Maximilian Mittelstädt und Antonio Rüdiger die zweite Gelbe Karte, die aber keine Wirkung mehr hatte, da die Mannschaft ausschied.

## Bilanz gegen die EM-Gastgeber
Bei 14 EM-Teilnahmen traf Deutschland sechsmal auf den jeweiligen Gastgeber. Jeweils im Halbfinale siegte Deutschland bei der EM 1972 gegen Belgien, 1976  gegen Jugoslawien, 1992 gegen Schweden und 1996 gegen England. Bei der EM 2008 in Österreich und der Schweiz trug Deutschland mit einem Sieg über Österreich in der Gruppenphase zu deren Ausscheiden bei. Bei der Fußball-Europameisterschaft 2016 in Frankreich unterlag Deutschland erstmals einem EM-Gastgeber. Bei der EM 1988 unterlag man als Gastgeber im Halbfinale dem späteren Europameister Niederlande.

## Bilanz gegen die anderen Europameister bei Europameisterschaften
- Tschechoslowakei/Tschechien: 5 Spiele (davon 2 Finale), 3 Siege, 1 Remis (1 Niederlage i. E.), 1 Niederlage, 8:5 Tore (3:5 i. E.)
- Niederlande: 5 Spiele, 2 Siege, 1 Remis, 2 Niederlagen, 8:9 Tore
- Portugal: 5 Spiele, 3 Siege, 1 Remis, 1 Niederlage, 8:7 Tore
- Italien: 4 Spiele, 3 Remis (1 Sieg i. E.), 1 Niederlage, 3:4 Tore (6:5 i. E.)
- UdSSR/GUS/Russland: 3 Spiele (davon 1 Finale), 2 Siege, 1 Remis, 7:1 Tore
- Dänemark: 4 Spiele (davon 1 Finale), 3 Siege, 1 Niederlage, 6:3 Tore
- Spanien: 4 Spiele (davon 1 Finale), 1 Sieg, 3 Niederlagen, 3:4 Tore
- Griechenland: 2 Spiele, 1 Sieg, 1 Remis, 4:2 Tore
- Frankreich: 2 Spiele, 2 Niederlagen, 0:3 Tore

## Anteil der im Ausland spielenden Spieler im EM-Kader
Erstmals zur EM 1980 wurden mit Rainer Bonhof und Uli Stielike Spieler in den EM-Kader berufen, die nicht in der Bundesliga spielten, obwohl schon zuvor deutsche Spieler im WM-Kader standen, die im Ausland tätig waren und auch 1972 und 1976 im Ausland spielten, z. B. Karl-Heinz Schnellinger, der 1972 mit dem AC Mailand den italienischen Pokal gewann und Günter Netzer, der 1976 mit Real Madrid in Spanien das Double geholt hatte. Der erste Höhepunkt des Einsatzes sogenannter „Legionäre“ wurde 1992 erreicht, als 8 Spieler im Kader standen, die nicht in der Bundesliga spielten. Dieser Wert wurde erst 2016 überboten, Das ist die höchste Anzahl von „Legionären“, die je in einem deutschen Kader für ein Turnier stand, bedingt auch wie 24 Jahre zuvor durch den WM-Erfolg zwei Jahre zuvor, durch den weitere deutsche Spieler ins Ausland wechselten. Nach 1992 nahm die Zahl wieder ab. Die meisten Legionäre spielten in den Topligen in England, Italien oder Spanien, nur fünf (Lothar Matthäus/USA, Stefan Kuntz, Mario Gómez und Lukas Podolski/Türkei sowie Kevin Volland/Frankreich) spielten in anderen Ligen. Oliver Bierhoff, Robin Gosens und Shkodran Mustafi sind die einzigen dieser Legionäre, die erst nach ihrem Wechsel ins Ausland Nationalspieler wurden. Im Gegensatz zu den „Legionären“ der deutschen WM-Kader, kamen bei den Europameisterschaften nicht alle Legionäre immer zum Einsatz. Allerdings wurden bei den meisten Europameisterschaften weniger Spiele bestritten als bei Weltmeisterschaften. Mit Jens Lehmann und Marc-André ter Stegen standen bei zwei EM-Endrunden „Legionäre“ als Ersatz-Torhüter im Kader. Rainer Bonhof, Robin Koch sowie die Ersatztorhüter Bernd Leno und Marc-André ter Stegen sind die bisher einzigen Spieler, die als „Legionäre“ nie zum Einsatz kamen, Bonhof bestritt als Bundesliga-Spieler aber beide Spiele bei der EM 1976.
| Jahr (Spiele) | Anzahl (Länder)                                               | Spieler (Einsätze) |
| ------------- | ------------------------------------------------------------- | --- |
| 1972 (2)      | 0                                                             | |
| 1976 (2)      | 0                                                             | |
| 1980 (4)      | 2 (Spanien)                                                   | Rainer Bonhof (0), Uli Stielike (4) |
| 1984 (3)      | 1 (Spanien)                                                   | Uli Stielike (3) |
| 1988 (4)      | 2 (Italien)                                                   | Thomas Berthold (1), Rudi Völler (4) |
| 1992 (5)      | 8 (Italien)                                                   | Andreas Brehme (5), Thomas Doll (4), Thomas Häßler (5), Jürgen Klinsmann (5), Jürgen Kohler (5), Stefan Reuter (4), Karl-Heinz Riedle (5), Rudi Völler (1)                       |
| 1996 (6)      | 2 (1 in Italien, 1 in der Türkei)                             | Oliver Bierhoff (3), Stefan Kuntz (5) |
| 2000 (3)      | 4 (2 in England, 1 in Italien, 1 in USA)                      | Oliver Bierhoff (1), Dietmar Hamann (3), Lothar Matthäus (3), Christian Ziege (2)                                                                                                |
| 2004 (3)      | 3 (England)                                                   | Jens Lehmann (0), Dietmar Hamann (3), Christian Ziege (0) |
| 2008 (6)      | 4 (2 in England, 2 in Spanien)                                | Michael Ballack (6), Jens Lehmann (6), Christoph Metzelder (6), David Odonkor (1)                                                                                                |
| 2012 (5)      | 4 (2 in Spanien, 1 in Italien, 1 in England)                  | Mesut Özil/Real Madrid (5), Sami Khedira/Real Madrid (5), Miroslav Klose/Lazio Rom (5), Per Mertesacker/FC Arsenal (0)                                                           |
| 2016 (6)      | 9 (3 in England, 1 in Italien, 3 in Spanien, 2 in der Türkei) | Emre Can (1), Mesut Özil (6), Bastian Schweinsteiger (5); Sami Khedira (5); Toni Kroos (6), Shkodran Mustafi (2), Marc-André ter Stegen (0); Mario Gómez (4), Lukas Podolski (1) |
| 2021 (4)      | 9 (6 in England, 1 in Frankreich, 1 in Italien, 1 in Spanien) | İlkay Gündoğan (3), Kai Havertz (4), Robin Koch, Bernd Leno, Antonio Rüdiger (4), Timo Werner (3); Kevin Volland (2); Robin Gosens (4); Toni Kroos (4)                           |
| 2024 (5)      | 6 (2 in England, 4 in Spanien)                                | Pascal Groß (1), Kai Havertz (5); İlkay Gündoğan (5), Toni Kroos (5), Antonio Rüdiger (5), Marc-André ter Stegen (0)                                                             |

Stand: 5. Juli 2024

## Rekorde
- Rekordteilnahmen: Lothar Matthäus 4× (1980, 1984, 1988, 2000), Lukas Podolski 4× (2004, 2008, 2012, 2016), Bastian Schweinsteiger 4× (2004, 2008, 2012, 2016), Toni Kroos, Thomas Müller und Manuel Neuer je 4× (2012, 2016, 2021, 2024) – nur Iker Casillas  (5×: 2000, 2004, 2008, 2012, 2016), Luka Modrić und Pepe  (je 5×: 2008, 2012, 2016, 2021, 2024) sowie Cristiano Ronaldo (6×: 2004, 2008, 2012, 2016, 2021, 2024) haben mehr Teilnahmen
- Rekordtorschütze: Mario Gómez und Jürgen Klinsmann je 5 Tore
- Rekordfeldspieler: Toni Kroos 19 Spiele
- Rekordtorhüter: Manuel Neuer 20 Spiele
- Rekordtrainer: Joachim Löw 21 Spiele (Europarekord)
- Deutsche Torschützenkönige:
  - Gerd Müller 1972 mit 4 Toren
  - Dieter Müller 1976 mit 4 Toren
  - Klaus Allofs 1980 mit 3 Toren
  - Karl-Heinz Riedle 1992 mit 3 Toren (zusammen mit 3 anderen Spielern)
  - Jamal Musiala 2024 mit 3 Toren (zusammen mit 5 anderen Spielern)
- Höchste Turniersiege bei EM-Turnieren gegen folgende Gegner:
  -  Sowjetunion: Finale 1972 – 3:0
  -  Jugoslawien: Halbfinale 1976 – 4:2 n. V. (neben einem 3:1 n. V.)
  -  Dänemark und  Spanien: Vorrunde 1988 – 2:0 (neben drei weiteren Spielen, die ebenfalls 2:0 endeten, und zwei  Spielen, die 3:1 endeten)
  -  Russland: Vorrunde 1996 – 3:0 (neben drei weiteren Spielen, die ebenfalls 3:0 endeten und einem 4:1)
- Gegen folgende Länder gelangen der deutschen Mannschaft ihre höchsten Siege bei EM-Turnieren:
  -  Sowjetunion: Finale 1972 – 3:0 (zudem ein 4:1 in einem Freundschaftsspiel)
  -  Schottland: Vorrunde 2024 – 5:1[4]

- Gegen folgende Länder kassierte die deutsche Mannschaft ihre höchsten Niederlagen bei EM-Turnieren:
  -  Portugal: Vorrunde 2000 – 0:3 (zugleich die höchste Niederlage Deutschlands bei einer EM)[5]
- Deutschland erzielte in Qualifikationsspielen die zweitmeisten Tore pro Spiel: 2,519 (Stand: Nach den Playoffspielen der Qualifikation für die EM 2024)
- Gegen Deutschland, sowie die Niederlande und Spanien mussten die meisten Mannschaften (je 8) eine ihrer höchsten EM-Niederlage hinnehmen, wobei nur gegen Deutschland vier Mannschaften ihre höchste Niederlage hinnehmen mussten, die auch schon mindestens einmal Europameister wurden:
  -  Griechenland: 2:4 – Viertelfinale 2012 (sowie 1:3 gegen die Tschechoslowakei in der Vorrunde 1980 und 0:2 gegen Schweden in der Vorrunde 2008)
  -  Nordirland: 0:1 – Vorrunde 2016 (sowie jeweils 0:1 gegen Polen in der Vorrunde und Wales im Achtelfinale 2016)
  -  Polen: 0:2 – Vorrunde 2008 (sowie 1:3 gegen Österreich in der Vorrunde 2024)
  -  Portugal: 2:4 – Viertelfinale 2008 (sowie jeweils 0:2 gegen die Schweiz  und Georgien in der Vorrunde 2008 bzw. 2024)
  -  Russland: 0:3 – Vorrunde 1996 (sowie jeweils 0:3 gegen Belgien/Vorrunde 2021, Spanien/Halbfinale 2008 und Wales/Vorrunde 2016, 1:4 gegen Dänemark/Vorrunde 2021 und Spanien/Vorrunde 2008)
  -  Schottland: 1:5 – Vorrunde 2024
  -  Spanien: 0:2 – Vorrunde 1984 (sowie jeweils 0:2 gegen Frankreich im Finale 1984 und im Achtelfinale 2016)
  -  UdSSR: 0:3 – Finale 1972 (sowie als GUS 0:3 gegen Schottland in der Vorrunde 1992)

## Spiele
Deutschland bestritt bisher 58 EM-Spiele, davon wurden 30 gewonnen, 14 verloren und 14 endeten remis. Sechsmal mussten Remis-Spiele verlängert werden, da ein Sieger ermittelt werden musste, am häufigsten gegen die Tschechoslowakei und dessen Nachfolger Tschechien (2×). Dabei konnte nur ein Spiel in der Verlängerung regulär gewonnen werden, zudem zwei Spiele im Elfmeterschießen und ein Spiel durch Golden Goal. Je ein Spiel wurde im Elfmeterschießen und in der Verlängerung verloren.
Deutschland nahm zweimal (1980 gegen den Titelverteidiger und 1988 als Gastgeber) am ersten oder Eröffnungsspiel der EM teil.
Deutschland hatte bisher zwölf Heimspiele und spielte am häufigsten (sechsmal) gegen den Gastgeber (5× im Halbfinale: 1972, 1976, 1992, 1996 und 2016; 1× in der Vorrunde: 2008). Zweimal (1980 und 2021) traf Deutschland auf den Titelverteidiger. Fünfmal spielte Deutschland gegen den späteren Europameister: 1976 (Finale), 1988 (Halbfinale), 1992 (Finale), 2008 (Finale) und 2024 (Viertelfinale).
| Alle EM-Spiele |               |                      |                  |   |                                             |               | |
| Nr.            | Datum         | Ergebnis             | Gegner           |   | Austragungsort                              | Anlass        | Bemerkungen |
| 1              | 14. Juni 1972 | 2:1                  | Belgien          | A | Antwerpen (BEL), Bosuilstadion              | Halbfinale    | |
| 2              | 18. Juni 1972 | 3:0                  | Sowjetunion      | * | Brüssel (BEL), Heyselstadion                | Finale        | Erster Europameistertitel. 50. Länderspieltor von Gerd Müller. |
| 3              | 17. Juni 1976 | 4:2 n. V.            | Jugoslawien      | A | Belgrad (YUG), Stadion Roter Stern          | Halbfinale    | Einziges EM-Spiel, das Deutschland ohne Elfmeterschießen oder Golden Goal in der Verlängerung gewinnen konnte. |
| 4              | 20. Juni 1976 | 2:2 n. V., 3:5 i. E. | Tschechoslowakei | * | Belgrad (YUG), Stadion Roter Stern          | Finale        | Franz Beckenbauer macht als erster deutscher und fünfter Spieler insgesamt sein 100. Länderspiel. Nacht von Belgrad. Erstes Elfmeterschießen. |
| 5              | 11. Juni 1980 | 1:0                  | Tschechoslowakei | * | Rom (ITA), Stadio Olimpico                  | Vorrunde      | |
| 6              | 14. Juni 1980 | 3:2                  | Niederlande      | * | Neapel (ITA), Stadio San Paolo              | Vorrunde      | Erstes Länderspiel von Lothar Matthäus. |
| 7              | 17. Juni 1980 | 0:0                  | Griechenland     | * | Turin (ITA), Stadio Comunale                | Vorrunde      | Mit diesem Remis endete die Siegesserie der Nationalmannschaft (12 Siege in Folge). |
| 8              | 22. Juni 1980 | 2:1                  | Belgien          | * | Rom (ITA), Stadio Olimpico                  | Finale        | Zweiter Europameistertitel. |
| 9              | 14. Juni 1984 | 0:0                  | Portugal         | * | Straßburg (FRA), Meinau-Stadion             | Vorrunde      | |
| 10             | 17. Juni 1984 | 2:1                  | Rumänien         | * | Lens (FRA), Stade Félix Bollaert            | Vorrunde      | 500. Länderspiel der Nationalmannschaft. |
| 11             | 20. Juni 1984 | 0:1                  | Spanien          | * | Paris (FRA), Prinzenparkstadion             | Vorrunde      | Letztes Länderspiel unter Bundestrainer Jupp Derwall. |
| 12             | 10. Juni 1988 | 1:1                  | Italien          | H | Düsseldorf, Rheinstadion                    | Vorrunde      | |
| 13             | 14. Juni 1988 | 2:0                  | Dänemark         | H | Gelsenkirchen, Parkstadion                  | Vorrunde      | |
| 14             | 17. Juni 1988 | 2:0                  | Spanien          | H | München, Olympiastadion                     | Vorrunde      | |
| 15             | 21. Juni 1988 | 1:2                  | Niederlande      | H | Hamburg, Volksparkstadion                   | Halbfinale    | |
| 16             | 12. Juni 1992 | 1:1                  | GUS              | * | Norrköping (SWE), Idrottspark               | Vorrunde      | Einziges Länderspiel gegen die GUS. |
| 17             | 15. Juni 1992 | 2:0                  | Schottland       | * | Norrköping (SWE), Idrottspark               | Vorrunde      | Höchster Sieg gegen Schottland. |
| 18             | 18. Juni 1992 | 1:3                  | Niederlande      | * | Göteborg (SWE), Ullevi                      | Vorrunde      | |
| 19             | 21. Juni 1992 | 3:2                  | Schweden         | A | Solna (SWE), Råsundastadion                 | Halbfinale    | |
| 20             | 26. Juni 1992 | 0:2                  | Dänemark         | * | Göteborg (SWE), Ullevi-Stadion              | Finale        | |
| 21             | 9. Juni 1996  | 2:0                  | Tschechien       | * | Manchester (ENG), Old Trafford              | Vorrunde      | Erstes Länderspiel gegen Tschechien. |
| 22             | 16. Juni 1996 | 3:0                  | Russland         | * | Manchester (ENG), Old Trafford              | Vorrunde      | 50. Sieg auf neutralem Platz. |
| 23             | 19. Juni 1996 | 0:0                  | Italien          | * | Manchester (ENG), Old Trafford              | Vorrunde      | |
| 24             | 23. Juni 1996 | 2:1                  | Kroatien         | * | Manchester (ENG), Old Trafford              | Viertelfinale | |
| 25             | 26. Juni 1996 | 1:1 n. V., 6:5 i. E. | England          | A | London (ENG), Wembley-Stadion               | Halbfinale    | |
| 26             | 30. Juni 1996 | 2:1 n. GG.           | Tschechien       | * | London (ENG), Wembley-Stadion               | Finale        | Dritter Europameistertitel. Golden Goal von Oliver Bierhoff. |
| 27             | 12. Juni 2000 | 1:1                  | Rumänien         | * | Lüttich (BEL), Maurice-Dufrasne-Stadion     | Vorrunde      | 100. Länderspiel von Thomas Häßler. |
| 28             | 17. Juni 2000 | 0:1                  | England          | * | Charleroi (BEL), Stade du Pays de Charleroi | Vorrunde      | |
| 29             | 20. Juni 2000 | 0:3                  | Portugal         | * | Rotterdam (NED), De Kuip                    | Vorrunde      | Höchste Niederlage gegen Portugal. Letztes Länderspiel unter Bundestrainer Erich Ribbeck. 150. und letztes Länderspiel von Lothar Matthäus. 101. und letztes Länderspiel von Thomas Häßler. 100. und letztes Länderspiel von Ulf Kirsten (davon 49 für die DDR). |
| 30             | 15. Juni 2004 | 1:1                  | Niederlande      | * | Porto (POR), Estádio do Dragão              | Vorrunde      | |
| 31             | 19. Juni 2004 | 0:0                  | Lettland         | * | Porto (POR), Estádio do Bessa Século. XXI   | Vorrunde      | |
| 32             | 23. Juni 2004 | 1:2                  | Tschechien       | * | Lissabon (POR), Estádio José Alvalade XXI   | Vorrunde      | Letztes Länderspiel unter Teamchef Rudi Völler. |
| 33             | 8. Juni 2008  | 2:0                  | Polen            | * | Klagenfurt (AUT), Wörthersee Stadion        | Vorrunde      | |
| 34             | 12. Juni 2008 | 1:2                  | Kroatien         | * | Klagenfurt (AUT), Wörthersee Stadion        | Vorrunde      | |
| 35             | 16. Juni 2008 | 1:0                  | Österreich       | A | Wien (AUT), Ernst-Happel-Stadion            | Vorrunde      | |
| 36             | 19. Juni 2008 | 3:2                  | Portugal         | * | Basel (SUI), St. Jakob-Park                 | Viertelfinale | |
| 37             | 25. Juni 2008 | 3:2                  | Türkei           | * | Basel (SUI), St. Jakob-Park                 | Halbfinale    | |
| 38             | 29. Juni 2008 | 0:1                  | Spanien          | * | Wien (AUT), Ernst-Happel-Stadion            | Finale        | |
| 39             | 9. Juni 2012  | 1:0                  | Portugal         | * | Lwiw (UKR), Arena Lwiw                      | Vorrunde      | |
| 40             | 13. Juni 2012 | 2:1                  | Niederlande      | * | Charkiw (UKR), Metalist-Stadion             | Vorrunde      | |
| 41             | 17. Juni 2012 | 2:1                  | Dänemark         | * | Lwiw (UKR), Arena Lwiw                      | Vorrunde      | 100. Länderspiel von Lukas Podolski. |
| 42             | 22. Juni 2012 | 4:2                  | Griechenland     | * | Danzig (POL), PGE Arena                     | Viertelfinale | Neuer Weltrekord für Deutschland durch 15. Pflichtspielsieg in Folge. |
| 43             | 28. Juni 2012 | 1:2                  | Italien          | * | Warschau (POL), Stadion Narodowy            | Halbfinale    | |
| 44             | 12. Juni 2016 | 2:0                  | Ukraine          | * | Lille (FRA)                                 | Vorrunde      | |
| 45             | 16. Juni 2016 | 0:0                  | Polen            | * | Saint-Denis (FRA)                           | Vorrunde      | |
| 46             | 21. Juni 2016 | 1:0                  | Nordirland       | * | Paris (FRA)                                 | Vorrunde      | |
| 47             | 26. Juni 2016 | 3:0                  | Slowakei         | * | Lille (FRA)                                 | Achtelfinale  | |
| 48             | 02. Juli 2016 | 1:1 n. V.; 6:5 i. E. | Italien          | * | Bordeaux (FRA)                              | Viertelfinale | |
| 49             | 07. Juli 2016 | 0:2                  | Frankreich       | A | Marseille (FRA)                             | Halbfinale    | |
| 50             | 15. Juni 2021 | 0:1                  | Frankreich       | H | München, Allianz Arena                      | Vorrunde      | Erstes Eigentor in einem EM-Spiel. |
| 51             | 19. Juni 2021 | 4:2                  | Portugal         | H | München, Allianz Arena                      | Vorrunde      | Erstes Spiel mit zwei Eigentoren zu Gunsten von Deutschland und bei einer EM-Endrunde. |
| 52             | 23. Juni 2021 | 2:2                  | Ungarn           | H | München, Allianz Arena                      | Vorrunde      | Erstes Pflichtspiel gegen Ungarn seit dem WM-Finale 1954. |
| 53             | 29. Juni 2021 | 0:2                  | England          | A | London (ENG), Wembley-Stadion               | Achtelfinale  | Letztes Länderspiel unter Bundestrainer Joachim Löw. |
| 54             | 14. Juni 2024 | 5:1                  | Schottland       | H | München, Allianz Arena                      | Vorrunde      | Höchster deutscher EM-Sieg. Höchster Sieg gegen Schottland. |
| 55             | 19. Juni 2024 | 2:0                  | Ungarn           | H | Stuttgart, MHPArena                         | Vorrunde      | |
| 56             | 23. Juni 2024 | 1:1                  | Schweiz          | H | Frankfurt am Main, Deutsche Bank Park       | Vorrunde      | |
| 57             | 29. Juni 2024 | 2:0                  | Dänemark.        | H | Dortmund, Signal Iduna Park                 | Achtelfinale  | |
| 58             | 5. Juli 2024  | 1:2 n. V.            | Spanien          | H | Stuttgart, MHPArena                         | Viertelfinale | 131. und letztes Länderspiel von Thomas Müller. 124. und letztes Länderspiel von Manuel Neuer. 114. und letztes Länderspiel von Toni Kroos. 82. und letztes Länderspiel von İlkay Gündoğan.                                                                      |